# Deringaj
Deringaj falu Horvátországban Zára megyében. Közigazgatásilag Gračachoz tartozik.

## Fekvése
Zárától légvonalban 56, közúton 70 km-re, községközpontjától 6 km-re északra, Lika déli részén, a Zágrábot Splittel összekötő 1-es számú főút mellett fekszik.

## Története
A településnek 1857-ben 561, 1910-ben 432 lakosa volt. Az első világháború után előbb a Szerb-Horvát-Szlovén Királyság, majd Jugoszlávia része lett. 1991-ben a falunak már csaknem teljes lakossága szerb nemzetiségű volt. Lakói még ez évben csatlakoztak a Krajinai Szerb Köztársasághoz. A horvát hadsereg 1995 augusztusában a Vihar hadművelet során foglalta vissza a települést. Szerb lakói elmenekültek. A településnek 2011-ben 77 lakosa volt.

## Lakosság
| Lakosság változása | Lakosság változása | Lakosság változása | Lakosság változása | Lakosság változása | Lakosság változása | Lakosság változása | Lakosság változása | Lakosság változása | Lakosság változása | Lakosság változása | Lakosság változása | Lakosság változása | Lakosság változása | Lakosság változása | Lakosság változása |
| ------------------ | ------------------ | ------------------ | ------------------ | ------------------ | ------------------ | ------------------ | ------------------ | ------------------ | ------------------ | ------------------ | ------------------ | ------------------ | ------------------ | ------------------ | ------------------ |
| 1857               | 1869               | 1880               | 1890               | 1900               | 1910               | 1921               | 1931               | 1948               | 1953               | 1961               | 1971               | 1981               | 1991               | 2001               | 2011               |
| 561                | 650                | 501                | 387                | 475                | 432                | 454                | 427                | 281                | 404                | 380                | 322                | 258                | 183                | 52                 | 77                 |

## Nevezetességei
A Legszentebb Istenanya Mennybevétele tiszteletére szentelt szerb pravoszláv temploma 1863-ban épült. A második világháború során súlyosan megrongálódott, csak a csupasz falai maradtak. Újjáépítése nem történt meg. A rom a Deringaj-Gubavčevo polje út mellett, egy kisebb magaslaton áll. Egyhajós, keletelt templom volt, félköríves záródású szentéllyel és a nyugati homlokzatba épített harangtoronnyal. Jellegzetességei a nagyméretű, hosszúkás, félköríves záródású ablakok. A templomba a torony alsó részén kialakított, oromzatos, félköríves portálon át lehetett bemenni. A templom falai ma is a párkány magasságáig állnak, míg a harangtorony csonkja az első emelet felső részéig emelkedik.